# Vidiians
Els vidiians són una raça alienígena fictícia de la franquícia Star Trek. Desenvolupats pels cocreadors de la sèrie Star Trek: Voyager Rick Berman, Michael Piller i Jeri Taylor, serveixen com a antagonistes recurrents durant les dues primeres temporades de la sèrie. Es representen com una espècie nòmada que pateix una pandèmia coneguda com La fàgia, que destrueix el seu teixit. Una societat amb tecnologia mèdica altament desenvolupada, els Vidiians recol·lecten òrgans de cadàvers i éssers vius per aturar la progressió de la fàgia, i experimenten amb altres espècies alienígenes en un intent de desenvolupar una cura. Les històries dels Vidiians sovint giren al voltant dels intents dels extraterrestres de prendre òrgans dels membres de la tripulació de la Voyager, tot i que una científica vidiiana anomenada Danara Pel serveix com a interès amorós pel Doctor. Les espècies alienígenes han fet aparicions menors en les temporades posteriors de la sèrie i s'han inclòs a les novel·les ambientades a l'univers Star Trek.
Inspirats per la civilització maia, la pesta bubònica i la novel·la Frankenstein de Mary Shelley, els vidians van ser vistos pels cocreadors de la sèrie com una manera d'honorar l'enfocament de Gene Roddenberry per retratar antagonistes ben desenvolupats a la franquícia Star Trek. Els vidians es van presentar com una de les tres noves espècies alienígenes que es podien expandir com a antagonistes recurrents; els altres dos eren els Kazon i els Sikarians. El concepte de la fàgia com a bacteriòfag es va decidir a través d'una col·laboració entre el consultor científic André Bormanis i els productors de la sèrie. Michael Westmore va ser el principal supervisor de maquillatge involucrat en la creació de l'aparença dels vidians. El maquillatge i les pròtesis dels vidians eren extensos, i requerien que els actors portessin màscares al cap, lents de contacte i dentadura postissa. Els vidians van rebre una resposta generalment positiva dels crítics, que els van elogiar per haver aconseguit portar temes de terror a la sèrie. Susan Diol va obtenir crítiques positives per la seva actuació com a Danara Pel.

## Aparicions

### Star Trek: Voyager
Els vidiians apareixen com a antagonistes recurrents durant les dues primeres temporades de Star Trek: Voyager. La tripulació de l'USS Voyager es troba per primera vegada amb l'espècie alienígena a l'episodi de la primera temporada "La fàgia", en què al talaxià Neelix (Ethan Phillips li roben els pulmons dos vidiians, Dereth (Cully Fredricksen) i Motura (Stephen Rappaport). Després que la capitana Kathryn Janeway (Kate Mulgrew) persegueixi els vidians per recuperar els òrgans de Neelix, els vidians expliquen que tota la seva espècie ha estat infectada per una pandèmia coneguda com la fàgia. Han desenvolupat tecnologia mèdica avançada per extreure òrgans de forma remota directament d'humanoides vius per tal d'aturar la progressió de la fàgia, que fa que el teixit es desintegri a nivell cel·lular. Motura informa a Janeway que ja ha implantat els pulmons de Neelix al seu propi cos, però que no es poden extreure sense matar-lo, a la qual cosa ell accedeix. Davant d'un dilema moral, Janeway rebutja la seva oferta i permet que tant Dereth com Motura marxin. Els ordena que diguin als altres vidiians que qualsevol intent de prendre un altre òrgan de la tripulació de la Voyager serà rebut amb força letal. Dereth i Motura realitzen una operació i adapten un pulmó de Kes (Jennifer Lien), una parella romànticaOcampa de Neelix, per aconseguir una donació compatible amb la fisiologia de Neelix. Aconseguen implantar amb èxit el pulmó al cos de Neelix..
A "Cares",  els tinents Tom Paris (Robert Duncan McNeill), B'Elanna Torres (Roxann Dawson), i Peter Durst (Brian Markinson) són segrestats pels vidiians. Paris i Durst són obligats a treballar a les mines mentre esperen que els extreguin els òrgans. La cirurgiana en cap vidiiana Sulan (també interpretada per Markinson) experimenta amb Torres per trobar una cura per la fàgia, ja que la seva estructura genètica klíngon té immunitat a la malaltia. El procediment divideix Torres en dos cossos (un klíngon de sang pura i un humà de sang pura); Sulan realitza més experiments amb el klíngon Torres mentre l'humana Torres es veu obligat a treballar a les mines. Sulan mata Durst i li empelta la cara a sobre de la seva. El comandant Chakotay (Robert Beltran), el tinent comandant Tuvok (Tim Russ), i l’alferes Harry Kim (Garrett Wang), que havia organitzat un grup de recerca per localitzar els membres de la tripulació desapareguts, però en trobar-se amb guàrdies armats es veuen obligats a tornar enrere. Chakotay, però, torna, ara disfressat de guàrdia vidiià amb l'ajuda de Tuvok i El Doctor (Robert Picardo), ajuda a rescatar Torres; el Doctor combina les dues versions de Torres de nou.
Durant "Signes vitals", la tripulació respon a una senyal de socors i intenta ajudar una científica vidiiana, Danara Pel (Susan Diol). El Doctor crea un cos hologràfic per a Pel per tal de treballar amb ella per desenvolupar una cura per la fàgia. Malgrat el maltractament dels vidiians a Torres a "Cares", finalment accepta proporcionar una mostra del seu ADN klíngon per als seus experiments. Durant la seva col·laboració, el Doctor desenvolupa sentiments romàntics per Pel, i la parella té una cita a la holocoberta. Quan l'estat de Pel es deteriora ràpidament, decideix quedar-se al seu nou cos hologràfic per poder romandre viva durant uns dies amb el Doctor, en lloc de tornar al seu propi cos devastat per la fàgia. El Doctor convenç Pel perquè transfereixi la seva consciència al seu cos i la parella balla abans que Pel abandoni la "Voyager".
Els vidiians fan aparicions menors a "Punt mort" i "Decisions". A "Punt mort", Janeway ordena a Tom Paris que dirigeixi la "Voyager" cap a una nebulosa per evitar que dos planetes vidiians propers la detectin. La nau estel·lar i la seva tripulació es dupliquen a causa d'una esquerda espai-temps. Diversos vidiians ataquen una de les còpies de la "Voyager" i recol·lecten òrgans vitals dels membres de la seva tripulació. La Janeway que capitaneja la nau envaïda atura la invasió autodestruint la "Voyager" en qüestió. Això mata els vidiians i la tripulació d'aquesta "Voyager", excepte Harry Kim i la nounata Naomi Wildman; havent mort els seus homòlegs, canvien de nau abans que es completi l'autodestrucció. Pel torna a "Decisions" per proporcionar una cura a Janeway i Chakotay, que estan infectats amb una malaltia terminal. Altres vidiians llancen un atac d'emboscada durant l'intercanvi, però la "Voyager" aconsegueix escapar amb el sèrum per a Janeway i Chakotay.
Es fa referència als vidiians i es veuen en diversos episodis posteriors. A "Coda", Janeway es troba atrapada en un bucle temporal després que un grup de vidians la matin durant una missió a terra. Totes les experiències de Janeway en el bucle temporal, així com la seva mort, s'expliquen com el resultat d'al·lucinacions causades per un extraterrestre disfressat d'esperit del seu pare mort, l'almirall Janeway (Len Cariou)..A "Think Tank", Janeway s'assabenta que un comitè d'intel·lectuals alienígenes ha desenvolupat una cura per la fàgia. Els vidiians fan la seva última aparició durant una línia  temporal alternativa a "Fury". Durant aquest episodi, la Kes torna a la «Voyager» (havia marxat al principi de la quarta temporada quan el desenvolupament dels seus poders psiònics va amenaçar la nau espacial i la seva tripulació). La Kes ha oblidat el motiu de la seva partida anterior, culpant la tripulació d'abandonar-la. Després de viatjar al passat, contacta amb els vidiians i els diu que els ajudarà a requisar la «Voyager» si escorten el seu jo passat de tornada al seu planeta natal. La versió futura de la Kes és assassinada per Janeway durant l'atac dels vidiians, i la seva versió passada crea un missatge hologràfic per evitar que els esdeveniments es produeixin. L'última menció dels vidians es produeix a l'episodi de la sisena temporada "Good Shepherd" com una de les diverses espècies alienígenes que han amenaçat la Voyager en el passat.

### Altres aparicions
Els vidians han aparegut en ficció original basada en la franquícia "Star Trek". Per exemple, a "Shadow of Heaven", Danara Pel és capturada per una espècie alienígena, que desitja venjança contra els vidians per les seves operacions passades de recol·lecció d'òrgans. La Kes rescata la Pel utilitzant els seus poders psiònics. A l'univers alternatiu presentat al conte "Places of Exile", el Doctor i la Pel són els que han creat la cura per al fag. En aquesta interpretació, els vidians formen un vincle més diplomàtic amb la tripulació de la Voyager i prometen ajudar a accelerar el seu retorn al Quadrant Alfa.
Després del seu debut, també es van llançar diverses peces de marxandatge relacionades amb els vidiians. El 1996, es va llançar una figura d'acció d'un Vidiià com a part d'una segona onada de marxandatge de Playmates Toys' Star Trek. WizKids també va publicar una figura d'una nau estel·lar vidiiana. Els vidiians no han aparegut a Star Trek Online, un videojoc de rol massiu (MMORPG), però un escriptor de Cryptic Studios va presentar en un article del 2013 que podrien ser una espècie alienígena potencial que s'inclouria en futures actualitzacions.

## Història i cultura
A l'univers de Star Trek, aproximadament 2.000 anys abans de l'arribada de la Voyager al Quadrant Delta, la Confraria Vidiiana era una cultura impulsada per "educadors, artistes i exploradors".El llibre Star Trek: Star Charts identifica el món natal dels vidians com Vidiia Prime, el planeta central del sistema Vidiia i un planeta de classe M. La propagació de la fàgia, que va provocar la mort de milers de vidiians cada dia, va empènyer la raça alienígena a extreure òrgans i teixits de cadàvers, així com d'éssers vius.
Els vidiians van desenvolupar tecnologia mèdica avançada per contrarestar la propagació i la progressió de la malaltia, com ara l'ús d'una "arma combinada, escàner mèdic i instrument quirúrgic" i coneixement de immunogenicitat. També van experimentar amb altres espècies alienígenes en un intent de trobar una cura per la fàgia. Els vidiians van desenvolupar mètodes per a trasplantaments d'òrgans interespecífics. Malgrat els seus avenços tecnològics, es mostra que aquesta espècie alienígena no estar familiaritzat amb la tecnologia hologràfica i els motors impulsats per diliti.
La cultura dels vidians també canvia com a resultat de la fàgia. A la societat vidiiana, un individu contractaria un especialista, o honatta, per trobar els òrgans o teixits necessaris. Es desaconsella fermament els períodes prolongats de contacte o les reunions de grup per evitar una major propagació de la fàgia, i els infectats són rebutjats pels vidiians sans per por a la contaminació. Els vidiians també capturen altres espècies per treballar per a ells com a esclaus fent tasques manuals, com ara la mineria. En els anys posteriors a les trobades de la Voyager amb els vidiians, però abans del seu retorn a la Terra, un comitè d'intel·lectuals alienígenes conegut com el Think Tank va afirmar haver curat la fàgia.

## Antecedents

### Concepte i creació

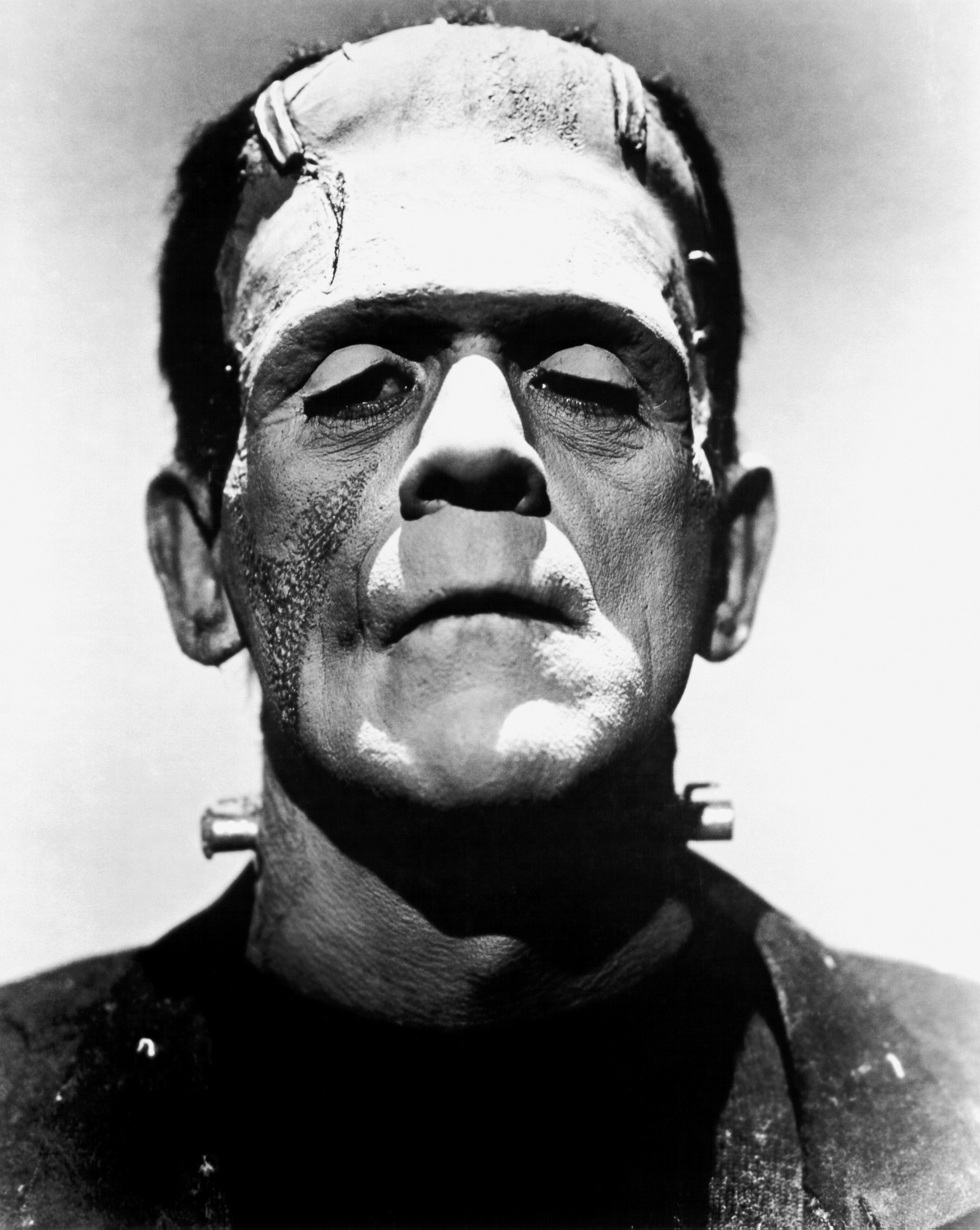
El concepte i el disseny dels Vidiians es van inspirar parcialment en el monstre de Frankenstein

Abans de l'anunci d'una nova encarnació de Star Trek, els cocreadors de Star Trek: Voyager Rick Berman, Michael Piller i Jeri Taylor van concebre els conceptes i personatges bàsics durant reunions secretes de desenvolupament. Taylor, Piller, i el productor Brannon Braga van desenvolupar la premissa darrere dels motius de la fàgia i els vidiians per extreure òrgans a partir de la discussió d'idees que complien les següents preguntes: "Qui és interessant? Què és interessant? Quina és una agenda que trobem interessant?" Segons Taylor, els vidiians es van imaginar inicialment a partir d'una "idea d'una cultura que s'estava morint d'un virus incurable que faria tot el possible per mantenir-se vius, ells mateixos i la seva espècie".
Taylor originalment va imaginar els vidians com una reminiscència de la civilització maia, especialment en relació amb les pràctiques de sacrifici humà i canibalisme. Braga, però, ha connectat l'espècie alienígena amb la història europea, qüestionant-se si els europeus haurien seguit mètodes similars si la pesta bubònica hagués persistit com a pandèmia. Braga va afirmar que els vidiians estaven parcialment inspirats per la novel·la de Mary Shelley Frankenstein, emfatitzant que volia retratar-los com a simpàtics. Al seu llibre Star Trek: Parallel Narratives, Chris Gregory atribueix el desenvolupament dels vidiians a l'afinitat de Braga pel gènere de terror.
Durant l'escriptura i el desenvolupament de l'episodi "Cares", l'editor executiu de guions Kenneth Biller va tenir dificultats per escriure el personatge principal de vidiià com un vilà comprensiu. Va observar l'enfocament de Gene Roddenberry per retratar els antagonistes de la franquícia Star Trek: "[Els] alienígenes mai no haurien de ser manifestament malvats. Poden tenir un conjunt de valors que difereixen dels nostres, però aneu amb compte de convertir-los en vilans amb bigoti en espiral." Taylor va utilitzar la descripció següent per resumir l'enfocament de la sèrie sobre les espècies alienígenes:
| « | La idea d'una raça que fa coses realment indescriptiblement horribles però que les fa simplement perquè intenta sobreviure, vam pensar que era una mena d'agenda molt complexa [...]....] Si comences amb una premissa com aquesta, és impossible fer-los completament malvats perquè la seva motivació és completament comprensible. Si de cas, fa més por si t'adones que sota aquest cos grotesc i deforme hi ha algú que una vegada va ser jove, fort i bell. | » |

Inicialment anomenats "Phages", els productors de la sèrie van canviar el nom de l'espècie alienígena a "Vaphorans". Després de completar el guió de l'episodi debut, el nom de l'espècie es va revisar de nou a "Vidiians" per evitar possibles problemes de pronunciació per al repartiment. Introduïts a la primera temporada, els Vidiians es van desenvolupar com una de les tres noves espècies alienígenes que es podien utilitzar com a antagonistes recurrents; els altres dos eren els Kazon i els Sikarians. Els vidiians i els kazon apareixerien en episodis posteriors, mentre que l'aparició dels sikarians es va restringir a l'episodi "Factors primordials".
A través d'una col·laboració amb el consultor científic André Bormanis, els productors van establir la fàgia com un bacteriòfag. Durant un reportatge sobre el rodatge inclòs al DVD de la segona temporada de la sèrie, Bormanis va explicar que els guionistes i productors van prestar molta atenció a imaginar un virus que pogués exterminar gairebé tota una espècie. Tant Piller com Braga van respondre positivament al concepte de Taylor sobre els vidiians. Piller va veure la idea d'"una cultura alienígena que és un poble civilitzat que es veu obligat a fer coses incivilitzades per sobreviure" com un punt argumental convincent. Braga va estar d'acord amb l'avaluació de Piller, dient: "Molt poques vegades et trobes amb alguna cosa que tingui una ressonància real". L'escriptora independent Skye Dent, que havia ajudat amb el desenvolupament original dels vidiians, creia que l'orgull caracteritzava l'espècie alienígena. Ella va explicar: "[E]ncara que sabien que el que estaven fent estava malament pel que fa a l'acció real, estaven molt segurs que, com que eren culturalment superiors, estaven totalment justificats a l'hora de matar gent i prendre'ls els òrgans".

### Disseny i càsting
El supervisor de maquillatge de la sèrie Michael Westmore va estar molt involucrat en la creació de l'aspecte dels vidiians. Taylor va treballar estretament amb Westmore per assegurar-se que els vidiians no s'assemblessin a les espècies alienígenes anteriors que van aparèixer a la franquícia Star Trek. Segons Westmore, el guió de l'episodi "La fàgia" demanava que l'espècie aparegués com "una raça de persones la pell i els òrgans de les quals s'estaven podrint". Els supervisors de maquillatge de la sèrie van basar el disseny dels vidiians en edredons de retalls, concretament en la manera com els seus cossos estaven compostos de diverses parts del cos i òrgans recol·lectats juntament amb la seva pròpia pell en descomposició.
Creat com una màscara que cobria la totalitat del cap de l'actor, el maquillatge protètic inclou peces d'altres espècies alienígenes, com ara talaxians i kazon, per representar la llarga història dels vidiians de prendre òrgans d'humanoides en múltiples zones del quadrant Delta. Juntament amb la màscara, els actors que interpretaven els vidians portaven lents de contacte i dentadura postissa. Robert Beltran va dir que se sentia incòmode mentre actuava amb la màscara facial durant el rodatge del Chakotay disfressat a "Cares". Va descriure la pròtesi com una cosa que li donava una "cara crua i ferida, que [el] feia sentir molt vulnerable com a persona", i la va veure com un repte d'actuació.
Després d'un extens procés de càsting, l'actriu americana Susan Diol va ser seleccionada per interpretar Danara Pel. Diol havia aparegut anteriorment a l'episodi de Star Trek: La nova generació "Avatar de silici" com a l'enginyera Carmen Davila. Robert Picardo va elogiar la seva actuació, assenyalant que "va evitar miraculosament tots els inconvenients d'aquell paper, que eren una llàstima absoluta". Taylor va desenvolupar Danara Pel com una manera d'explorar la moralitat que hi ha darrere del tractament de persones amb malalties terminals, mentre que Picardo va abordar el personatge com una meditació sobre el paper de l'aparença física en les relacions romàntiques. Va explicar la seva interpretació del romanç del Doctor amb Pel:
| « | S'enamora de la seva veritable dona, de la seva deformació horrible, no d'aquest ésser hologràfic bell i radiant que està atrapat dins d'ella. Així doncs, hi ha […] analogies per a la vida en els descobriments del Doctor; en aquest cas particular, aprendre a estimar la persona interior i a no deixar-se distreure en l'amor per l'exterior físic d'algú. | » |

## Recepció

### Resposta del repartiment i l'equip
El debut dels vidiians a "La fàgia" va rebre principalment respostes positives del repartiment i l'equip de Voyager. Kate Mulgrew va elogiar el moment en què Janeway va haver d'escollir entre "sacrificar els pulmons de Neelix o permetre que una altra espècie continués sobrevivint". Va veure la dificultat inicial de Janeway per apropar-se als vidiians sobre el tema de l'ètica com una mostra d'un nivell de "commovedor". Mentre parlava de les espècies alienígenes introduïdes a les primeres temporades de "Voyager", Westmore va dir que trobava els vidiians com el disseny més atractiu. Els va descriure com "els més interessants que hem trobat pel que fa a un concepte i un aspecte nous, i alguna cosa totalment diferent", destacant el seu ús de convencions de terror. Taylor va elogiar el treball de Westmore representant els vidiians com a "persones d'aspecte realment macabre" sense convertir-los en personatges plans o estàtics. Skye Dent va tenir una opinió més crítica sobre l'episodi, dient que les alteracions fetes al seu primer esborrany del guió debilitaven l'eficàcia de les espècies alienígenes com a antagonistes. Va sentir que "em semblaven molt fluixos, tot i que deien el mateix diàleg que jo havia escrit".
Els productors i guionistes de la sèrie també van comentar la inclusió dels vidiians a l'episodi "Cares". Piller, Braga i Taylor van elogiar la decisió del productor executiu Rick Berman de reformatar la història de Torres amb la inclusió dels vidiians. Dent va quedar impressionada per la representació de l'espècie alienígena a l'episodi i va considerar que era una millora respecte als seus conceptes inicials. Mentre parlava de la representació dels vidians, Biller va destacar l'escena en què el científic vidià Sulan trasplanta la cara del tinent Peter Durst (també interpretat per Markinson) a la seva, i s'hi va referir com "el meu moment clàssic de la primera temporada de Voyager".

### Recepció de la crítica
Els Vidiians han rebut comentaris positius dels crítics de televisió. Marc Buxton, del lloc web Den of Geek!, va incloure els vidians a la seva llista de les 50 millors formes de vida alienígenes de l'univers Star Trek, descrivint-les com a "malsons de Wes Craven". Mentre comentava l'episodi "Signes vitals", Michelle Erica Green de TrekToday va qüestionar la decisió del programa de centrar-se en els kazon i va descriure els vidiians com un candidat més adequat i convincent per servir com a antagonistes principals de la dues primeres temporades. Ree Hines de Today va qualificar els Vidiians com un dels millors vilans de Star Trek, escrivint que "el seu mètode d'extracció d'òrgans va augmentar el factor por" i els va fer antipàtics.
Jamahl Epsicokhan de Jammer's Reviews va elogiar el desenvolupament dels Vidiians a "Cares", escrivint que van ser retratats com a vilans complexos. Tot i que considerava que els Vidiians tenien una premissa convincent, va criticar les seves repetides aparicions com a distracció de l'arc argumental de la sèrie d'una tripulació perduda en un viatge de tornada a casa. Juliette Harrison de Den of Geek! va classificar l'actuació de Susan Diol com a Danara Pel com una de les deu millors actuacions de convidada a Star Trek: Voyager. Harrison va elogiar la història de Pel per retratar "els efectes continus de la malaltia crònica en el sentit de si mateix del pacient"; per a Harrison, Diol va abordar el paper a través de "reaccions acuradament subtils però sinceres a la seva situació".

### Anàlisi acadèmica
Diversos acadèmics han identificat els vidians com a persones que poden influir negativament en el coneixement i la percepció pública de temes científics, com ara la genètica i la donació d'òrgans. Clarence Spiger i els seus col·legues, en un estudi sobre les percepcions dels estudiants sobre les donacions d'òrgans, van destacar els vidiians com un exemple d'una font d'informació problemàtica sobre el tema a la televisió, un mitjà que molts participants havien identificat com una font clau per a la seva comprensió. "Només podem especular", van escriure, "que les respostes dels estudiants podrien haver estat influenciades indirectament o inconscientment a través de la visualització d'aquesta programació".
El crític literari John Kenneth Muir va escriure que els vidiians eren un exemple de la prevalença dels arcs argumentals de la recol·lecció d'òrgans en la ciència-ficció, comparant-los amb personatges dels programes de televisió britànics UFO, Space: 1999 i Blake's 7. També va qüestionar la connexió entre històries com la dels vidiians amb la propagació de llegendes urbanes que impliquen el tràfic d'òrgans. En el seu llibre de 2016 The Politics of Star Trek, el politòleg George A. Gonzalez va argumentar que els vidiians servien com a crítica de la realpolitik. Va descriure l'espècie alienígena com a construïda sobre un "acord intersubjectiu que no reconeix els drets dels altres sobre els seus cossos/òrgans".
L'acadèmica Karin Blair va interpretar el ball del Doctor amb Pel, que va descriure com "la 'col·lecció de peces de recanvi' vidiiana", com un exemple de com Voyager es va centrar en una "paraula més limitada, un habitatge estable o records de la llar" en contraposició a l'èmfasi en el "pluralisme i la diversitat oberta" a Star Trek: La sèrie original i Star Trek: La nova generació. Blair va escriure que Pel va donar una idea de l'aspecte dels Vidiians abans de la fàgia, assenyalant que tenia una moral més forta que la dels Vidiians que apareixien en episodis anteriors.